# Schlangen
Schlangen là một đô thị ở huyện Lippe tại bang Nordrhein-Westfalen, Đức. 
Dân số thời điểm cuối năm 2006 là 8991 người.